# Prime (jeu de cartes)
Pour les articles homonymes, voir prime et première.

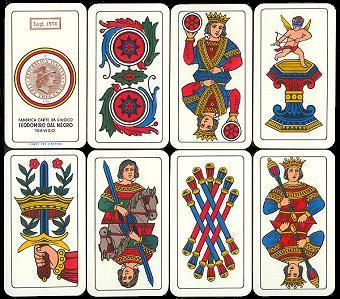
Cartes à jouer italiennes

La prime ou première est un jeu de cartes qui se jouait de deux à six joueurs, et était basé sur la composition de mains de quatre cartes et sur des tours d'enchères à la manière du poker actuel. Quatre cartes des quatre couleurs différentes formaient une prime. Il en existait diverses variantes, mais le principe général était de parvenir à réunir toutes les couleurs dans une main de quatre cartes. Le Tricheur à l'as de carreau de Georges de La Tour représente vraisemblablement une partie de prime.
La prime a connu un grand succès en Europe aux XVIe et XVIIe siècles, essentiellement en Italie (primiera), en Espagne (primera), au Portugal (primeira) ainsi qu'en France (prime ou première), en Angleterre (primero) et même dans les pays de langue allemande (Primieren).